# داريل ويلسون
داريل ويلسون (بالإنجليزية: Darrell Wilson)‏ هو مدرب رياضي أمريكي، ولد في 28 يوليو 1958.